# The Art Company
The Art Company (język niderlandzki: VOF De Kunst) – holenderski zespół muzyczny z lat 80. XX wieku. Jego wokalistą był Nol Havens. 
Zespół był znany m.in. z piosenki Suzanna (I'm Crazy Loving You) z 1983 roku (cover piosenki nagrali Adriano Celentano i Michał Wiśniewski). Utwór został po raz pierwszy wydany w 1983 razem z "The 17th Floor" na płycie zatytułowanej "Susana Original Version" (w sumie w latach 1983 i 1984 pojawiły się 4 wydania tego utworu). W 1984 został wydany album "Get It out of My Head".